# Michael Des Barres
Michael Philip Des Barres (ur. 24 stycznia 1948 w Londynie) – brytyjski aktor i piosenkarz, występował m.in. w roli Murdoca w serialu telewizyjnym MacGyver. W 1985 razem z zespołem Power Station wystąpił na słynnym koncercie Live Aid.

## Życiorys

### Życie prywatne
Urodził się w Londynie i był jedynym dzieckiem Philipa i Irene Des Barres. Dorastał jednak w Surrey, gdzie mieszkał w szkole z internatem. Później uczęszczał do Corona Academy w Londynie, gdzie studiował aktorstwo. Mieszkając w Anglii poślubił Wendy Hamilton, ale rozwiódł się z nią w 1974 gdy poznał Pamelę Des Barres. Ożenił się z nią 29 października 1977, ale czternaście lat później w 1991 para wzięła rozwód. Ich jedyny syn, Nicholas Dean Des Barres, został recenzentem i scenarzystą gier komputerowych.
W latach 70. aktor zaczął nadużywać narkotyków i popadł w ciężki alkoholizm, z którym zerwał w 1981. Po tych doświadczeniach postanowił pomóc innym i został doradcą od uzależnień. Rozpoczął też pracę z bezdomnymi nastolatkami. W 2006 stworzył dziesięcioosobowy, soulowy zespół Michael Des Barres and Free Love Foundation, który rozwiązał dwa lata później. Obecnie pracuje nad nowym projektem muzycznym, Zodiax, a od 2003 corocznie organizuje oraz prowadzi festiwal Don't Knock the Rock Film Festival.

### Kariera muzyczna
Swój pierwszy zespół, Orange Illusion, Des Barres założył jeszcze w czasie studiów w Corona Academy wraz z Nicholasem Youngiem, Darrylem Readem i Kitem Williamsem. Po tym, jak grupa się rozpadła, założył w 1972 nowy zespół, Silverhead, który działał przez dwa lata. Grupa nagrała w tym czasie dwie płyty i odbyła tournée po USA, Europie i Japonii.
Po przeprowadzce do Los Angeles w 1975 założył formację Detective, która wydała dwa albumy. Po trzech latach grupa się rozpadła, a Des Barres rozpoczął karierę solową. W 1980 r. wydał swój pierwszy album, I’m Only Human, po czym ruszył w trasę koncertową po Stanach i Wielkiej Brytanii.
W latach 1982–1985 grał w zespole Chequered Past razem z Steve’em Jonesem z Sex Pistols oraz Clemem Burke’em i Nigelem Harrisonem z grupy Blondie.
W 1983 napisał i nagrał razem z Holly Knight piosenkę Obsession, która znalazła się na szóstym miejscu listy przebojów magazynu Billboard Top 40 po tym, jak jej cover w 1985 r. wydał zespół Animotion.
Kiedy w 1985 r. grupę Power Station opuścił Robert Palmer, na jej nowego wokalistę został wybrany Des Barres, który z nową formacją wystąpił na charytatywnym koncercie Live Aid w Filadelfii. Jego znajomość z aktorem Donem Johnsonem zaowocowała gościnnym występem zespołu w serialu Policjanci z Miami. Podobnie jak przyjaźń z producentem Joelem Silverem, który zlecił mu napisanie piosenki We Fight for Love do filmu Komando. Po kilku miesiącach współpracy grupa się rozpadła, a Des Barres wrócił do kariery solowej i w 1986 wydał swój drugi album zatytułowany Somebody Up There Likes Me.
W 2011 r. utworzył nowy zespół The Michael Des Barres Band, w którym grają Jebin Bruni, David Goodstein, Paul ILL i Eric Schermerhon. W czerwcu 2012 grupa wydała swoją pierwszą płytę, Carnaby Street.

### Kariera aktorska
Pierwsze aktorskie doświadczenia zdobył jeszcze w czasie studiów w Corona Academy, gdzie wystąpił w kilku rolach. Na dużym ekranie zadebiutował w 1967 w filmie Nauczyciel z przedmieścia. Zanim postanowił zająć się karierą muzyczną, zagrał jeszcze kilka niewielkich ról w różnych produkcjach filmowych i telewizyjnych. Po wydaniu w 1986 swojej drugiej solowej płyty, postanowił wrócić do aktorstwa. Od tego momentu jego kariera przebiegała różnie, ale była też bardzo bogata. Każdego roku występował w jednym lub dwóch filmach, jak również w licznych produkcjach telewizyjnych. W 1987 r. zagrał charyzmatycznego Jona Windermana w Nocnych najeźdźcach, a 1989 wystąpił u boku Clinta Eastwooda w Różowym cadillacu. W latach 90. bardziej znaczące role otrzymał w filmach: Midnight Cabaret, Liberator, Trujący bluszcz 3 i Sugar Town.
Największą popularność przyniosła mu jednak rola psychopatycznego zabójcy Murdoca z serialu MacGyver. Ponadto pojawił się gościnnie w takich serialach jak: Roseanne, Detektyw w sutannie, Przystanek Alaska, JAG, Agentka o stu twarzach, czy Kości.

## Dyskografia

### Albumy solowe
- I’m Only Human (1980)
- Somebody Up There Likes Me (1986)

### Z Silverhead
- Silverhead (1972)
- 16 and Savaged (1973)
- Live at the Rainbow (1975)

### Z Detective
- Detective (1977)
- It Takes One To Know One (1977)
- Live from the Atlantic Studios (1978)

### Z Chequered Past
- Chequered Past (1984)

### Z The Michael Des Barres Band
- Carnaby Street (2012)

## Filmografia

### Filmy
- 2012: California Solo jako Wendell
- 2004: Łapcie tę dziewczynę (Catch That Kid) jako pan Brisbane
- 2001: Gra w słowa (The Man from Elysian Fields) jako Greg
- 2001: Pamiętnik seksoholika (Diary of a Sex Addict) jako Sammy Horn
- 2001: Mulholland Drive (Mulholland Dr.) jako Billy Deznutz
- 2000: Trucizna (Poison) jako Evan Lazlo
- 1999: Sugar Town jako Nick
- 1999: The Hungry Bachelors Club jako Harold Spinner
- 1998: Księga dżungli – zaginiony diament (Jungle Book: Lost Treasure)
- 1997: Trujący bluszcz 3 (Poison Ivy: The New Seduction) jako Ivan Greer
- 1996: Pocałunek wdowy (Widow's Kiss) jako Steven Rose
- 1994: Głęboka czerwień (Deep Red) jako Lew Ramirez
- 1994: Świadek koronny (Silk Degrees) jako Degrillo
- 1994: Podniebna krucjata (The High Crusade) jako Monsieur du Lac
- 1994: Uśmiech losu (A Simple Twist of Fate) jako Bryce
- 1992: Gabinet figur woskowych 2: Zagubieni w czasie (Waxwork II: Lost in Time) jako George
- 1992: Liberator (Under Siege) jako Domiani
- 1990: Midnight Cabaret jako Paul Van Dyke
- 1989: Różowy cadillac (Pink Cadillac) jako Alex
- 1987: Nocni najeźdźcy (Nightflyers) jako Jon Winderman
- 1987: Double Switch jako Simon
- 1985: Ghoulies jako Malcolm Graves
- 1971: I, Monster jako uliczny osiłek
- 1968: Joanna
- 1967: Nauczyciel z przedmieścia (To Sir, with Love) jako Williams

### Seriale
- 2011: W garniturach (Suits) jako Sergei Baskov (gościnnie)
- 2006: Four Kings jako Nick Dresden
- 2005: Kości (Bones) jako Simon Graham
- 2003–2010: Bez skazy (Nip/Tuck) jako Everett Poe
- 2002: Jak zostać gwiazdą (My Guide to Becoming a Rock Star) jako Eric Darnell
- 2001–2006: Agentka o stu twarzach (Alias) jako Miles Devereaux (gościnnie)
- 2001: Magiczny amulet (Dead Last) jako J.L. Crawford (gościnnie)
- 2000–2007: Kochane kłopoty (Gilmore Girls) jako Claude Clemenceau (gościnnie)
- 1999–2002: Powrót do Providence (Providence) jako Yule (gościnnie)
- 1998–2006: Czarodziejki (Charmed) jako mroczny ksiądz (gościnnie)
- 1997–2003: Ja się zastrzelę (Just Shoot Me!) jako Nick Hewitt (gościnnie)
- 1996–2001: Nash Bridges jako Niles Maynard (gościnnie)
- 1995–2005: JAG jako król Josif (gościnnie)
- 1995–2000: Sliders jako profesor Vincent Cardoza (gościnnie)
- 1994–1998: Ellen jako Nigel /Dyrektor (gościnnie)
- 1993–1997: Nowe przygody Supermana (Lois & Clark: The New Adventures of Superman) jako Lenny Stoke (gościnnie)
- 1993–2004: Frasier jako Georges (gościnnie)
- 1992–1999: Melrose Place jako Arthur Field (gościnnie)
- 1992–1997: Renegat (Renegade) jako Michael St. John (gościnnie)
- 1992: The Jackie Thomas Show jako reżyser filmu dokumentalnego (gościnnie)
- 1991–1995: The Commish jako Aaron DeFord (gościnnie)
- 1991–1993: The New WKRP in Cincinnati jako Jack Allen
- 1990–1995: Przystanek Alaska (Northern Exposure) jako Dzierżyński (gościnnie)
- 1990–1998: Kroniki Seinfelda (Seinfeld) jako restaurator (gościnnie)
- 1989–1991: Detektyw w sutannie (Father Dowling Mysteries) jako Alex Sawyer (gościnnie)
- 1988–1992: Superboy jako Adam Verrell (gościnnie)
- 1988–1997: Roseanne jako Jerry / Steven (gościnnie)
- 1987–1992: 21 Jump Street jako Gavin McHugh / pan Karst (gościnnie)
- 1986–1990: Alf jako Eddie (gościnnie)
- 1986–1994: Prawnicy z Miasta Aniołów (L.A. Law) jako pan Allesio (gościnnie)
- 1985–1992: MacGyver jako Murdoc (gościnnie)
- 1984–1989: Policjanci z Miami (Miami Vice) jako Shane Dubois (gościnnie)
- 1983–1991: Autostopowicz (The Hitchhiker) jako Mądrala (gościnnie)
- 1982–1988: St. Elsewhere jako Donald (gościnnie)
- 1980–1984: Hart to Hart jako Sid Sado (gościnnie)
- 1978–1982: WKRP in Cincinnati jako sir Charles 'Dog' Weatherbee (gościnnie)
- 1974–1980: The Rockford Files jako Keith (gościnnie)
- 1967–1978: Z Cars jako młody pijak (gościnnie) (1967)
- 1955–1976: Dixon of Dock Green jako Philip Baker (gościnnie)